# Rhombencephalon
Rhombencephalon eller baghjernen er en udviklingsmæssig kategorising af dele af centralnervesystemet hos hvirveldyr. Det inkluderer medulla, pons og lillehjerne. Sammen står de for vitale kropsmæssige processser.
Baghjernen kan opdeles i mange forskellige antal tværgående hævelser kaldet rhombomere. I det menneskelige foster kan man skelne otte forskellige rhomberere.